# Turritella anactor
Turritella anactor är en snäckart som beskrevs av S. S. Berry 1957. Turritella anactor ingår i släktet Turritella och familjen tornsnäckor. Inga underarter finns listade i Catalogue of Life.